# Nordkorea i olympiska sommarspelen 1996
Nordkorea deltog i de olympiska sommarspelen 1996 med en trupp bestående av 24 deltagare, och totalt tog landet fem medaljer.

## Boxning
Bantamvikt
- Jong Gil Hoe
  - Första omgången — Förlorade mot Zahir Raheem (USA) på poäng (4-19)

## Friidrott
Herrarnas maraton
- Kim Jung-Won → 38:e plats (2:19,54)
- Kim Jong-Su → 40:e plats (2:20,19)

Damernas maraton
- Jong Song-Ok → 20:e plats (2:35,31)
- Kim Chang-Ok → 26:e plats (2:36,31)

## Simhopp
Damernas 3 m
- Ri Ok-Rim
  - Kval — 219,63 (→ gick inte vidare, 22:a plats)

Damernas 10 m
- Ri Ok-Rim
  - Kval — 230,16 (→ gick inte vidare, 23:e plats)